# Garry R. Trexler

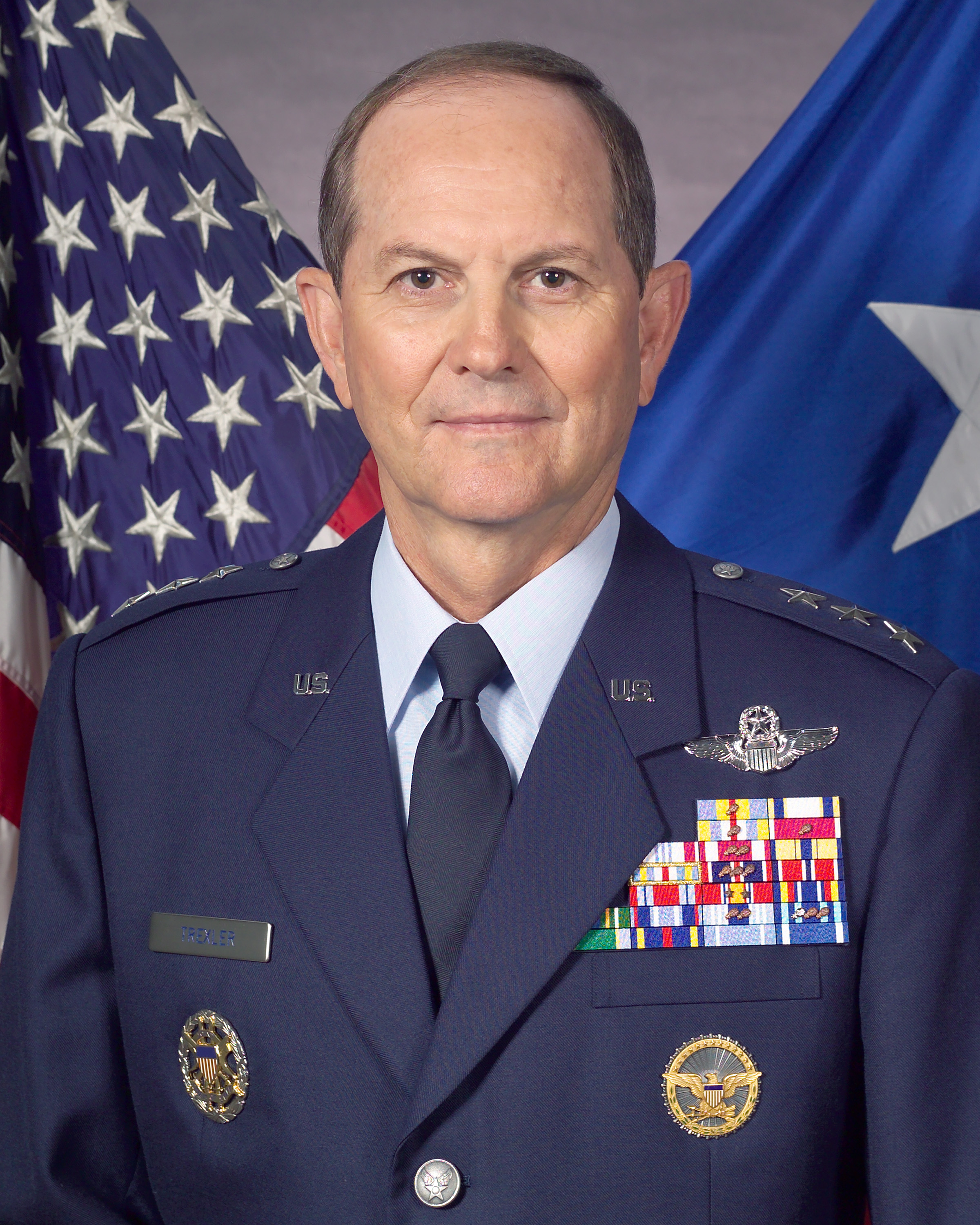
Garry R. Trexler (2005)

Garry R. Trexler(* um 1949) ist ein pensionierter Generalleutnant der United States Air Force. Er war unter anderem Kommandeur der 7. Luftflotte.
Über die Officer Training School gelangte er im Jahr 1971 in das Offizierskorps des United States Air Force. In dieser durchlief er anschließend alle Offiziersränge vom Leutnant bis zum Drei-Sterne-General.
Im Lauf seiner militärischen Karriere absolvierte er verschiedene Kurse und Schulungen. Dazu gehörten unter anderem eine Ausbildung zum Kampfpiloten und weitere Fortbildungskurse als Pilot neuer Flugzeugtypen; die Squadron Officer School auf der Maxwell Air Force Base in Alabama sowie das Air Command and Staff College und das Air War College die beide ebenfalls auf der Maxwell AFB angesiedelt sind. Außerdem erhielt er akademische Grade von der University of Missouri in Rolla und der Harvard Kennedy School.
In seinen frühen Jahren als Offizier der Luftwaffe war er an verschiedenen Stützpunkten in den Vereinigten Staaten stationiert. Dabei war er als Pilot, Flugausbilder oder Stabsoffizier bei unterschiedlichen Einheiten tätig. Dazwischen absolvierte er die erwähnten Schulungen. Als Stabsoffizier war er unter anderem im Hauptquartier der Air Force tätig. Zwischen April 1981 und Juni 1984 war er auf der Bitburg Air Base in Deutschland stationiert. Dort war er unter anderem Pilot bei der 525th Tactical Fighter Squadron.
Nach seiner Rückkehr in die Vereinigten Staaten setzte er seine Offizierslaufbahn in der Luftwaffe fort. Zwischen Juli 1992 und Dezember 1993 war er auf der Tyndall Air Force Base in Florida als Oberst Kommandeur der F-15 Operations Group des 325. Kampfgeschwaders (325th Fighter Wing). Daran schloss sich eine Versetzung zur Columbus Air Force Base im Bundesstaat Mississippi an. Dort kommandierte Garry Trexler zwischen Dezember 1993 und August 1995 das 14. Flugausbildungsgeschwader (14th Flying Training Wing). Danach kommandierte er bis zum Juni 1997 auf der Randolph Air Force Base in Texas das 12. Flugausbildungsgeschwader (12th Flying Training Wing).
Im Juli 1997 wurde er nach Vicenza in Italien versetzt. Auf der dortigen Dal Molin Air Base wurde er stellvertretender Kommandeur der NATO-Einheit Fifth Allied Tactical Air Force. Diesen Posten bekleidete er bis zum Juni 1999. Es folgte eine Versetzung zum Stab der Joint Chiefs of Staff in Washington, D.C. Dort bekleidete er bis zum September 2001 das Amt des Vice Directors. In der Folge wurde er nach Hawaii zur Hickham Air Force Base beordert. Dort leitete er zwischen Oktober 2001 und November 2003 die Stabsabteilung für Luft- und Raumoperationen der Pacific Air Forces (Director for Air and Space Operations, Headquarters PACAF, Hickam AFB).
Sein letzter militärischer Auftrag führte ihn nach Südkorea. Dort erhielt er am 19. November 2003 als Nachfolger von Lance L. Smith das Kommando über die 7. Luftflotte. Gleichzeitig war er stellvertretender Kommandeur der United States Forces Korea, der kombinierten südkoreanisch-amerikanischen Streitkräfte, und des United Nations Commands. Diese Aufgaben bekleidete er bis zum 6. November 2006, als er von Stephen G. Wood abgelöst wurde. Wenig später schied er aus dem aktiven Militärdienst aus.
Während seiner aktiven Zeit als Militärpilot absolvierte er über 3000 Flugstunden auf verschiedenen Flugzeugtypen.

## Daten der Beförderungen
| Abzeichen | Rang               | Jahr              |
| --------- | ------------------ | ----------------- |
|           | Second Lieutenant  | 28. Januar 1971   |
|           | First Lieutenant   | 28. Januar 1972   |
|           | Captain            | 28. Januar 1975   |
|           | Major              | 1. November 1981  |
|           | Lieutenant Colonel | 1. Februar 1986   |
|           | Colonel            | 1. März 1991      |
|           | Brigadier General  | 1. Oktober 1996   |
|           | Major General      | 1. Oktober 1998   |
|           | Lieutenant General | 18. November 2003 |

## Orden und Auszeichnungen
Gary Trexler erhielt im Lauf seiner militärischen Laufbahn unter anderem folgende Auszeichnungen:
- Defense Distinguished Service Medal
- Air Force Distinguished Service Medal
- Defense Superior Service Medal
- Legion of Merit
- Defense Meritorious Service Medal
- Meritorious Service Medal
- Air Force Commendation Medal
- Joint Meritorious Unit Award
- Air Force Outstanding Unit Award
- Combat Readiness Medal
- National Defense Service Medal
- Global War on Terrorism Service Medal
- Korea Defense Service Medal
- Air and Space Campaign Medal
- UN-Medaille
- NATO-Medaille